# Jonathan Walasiak
Jonathan Walasiak (ur. 23 października 1982 w Mons) – belgijski piłkarz polskiego pochodzenia grający na pozycji pomocnika.
Karierę rozpoczął w 2006 w klubie Standard Liège, w którym do 2006 rozegrał 100 meczów i zdobył 6 bramek. Następnie przez rok grał w FC Metz, w którym jednak rozegrał tylko jedno spotkanie i powrócił do Standardu. W latach 2008–2010 był zawodnikiem Excelsioru Mouscron.
W latach 2003–2005 rozegrał 4 spotkania w krajowej reprezentacji.